# Герб Абрамсон
Герб Абрамсон — американський музикант, музичний продюсер, співзасновник лейблу Atlantic Records.
В 1940-х роках Герб Абрамсон організовував джазові концерти та був музичним продюсером. Він був співзасновником лейблів звукозапису Jubilee та Quality, а 1947 року разом з Ахметом Ертегуном створив лейбл Atlantic Records. Протягом п'яти років компанія перетворилася на провідний лейбл, що видавав записи R&B-виконавців. З 1953 по 1955 року Абрамсон служив в армії, а повернувшись створив підрозділ Atco Records. Через конфлікт з керівництвом Atlantic Records 1957 року він продав свою долю в компанії за 300 тис. доларів.
Протягом наступних років він створив ще декілька лейблів, серед яких Triumph, Festival та Blaze, видавши єдиний гучний хіт — пісню Боббі Комстока «Tennessee Waltz» 1959 року. У 1960-ті роки він працював незалежним продюсером, працювавши з ритм-енд-блюзовими виконавцями.
1998 року Абрамсон отримав нагороду від Rhytm and Bules Foundation як «піонер ритм-енд-блюзу». Він помер наступного року у віці 82 років. 